# Hurat Ammurin
Hurat Ammurin (arab. حورات عمورين) – miejscowość w Syrii, w muhafazie Hama. W 2004 roku liczyła 3143 mieszkańców.